# Louis Le Vau
Pour les articles homonymes, voir Le Vau.
Louis Le Vau, né à Paris en 1612 où il meurt le 11 octobre 1670, est un architecte français.
Contemporain des deux Mansart et de Jacques Lemercier, Louis Le Vau est l'un des créateurs du classicisme français (le style « Louis XIV ») qu'il sait marier avec le style baroque. Il crée un style caractérisé par la simplicité des constructions et l'élégance des décorations. Son plus grand ouvrage demeure le château de Vaux-le-Vicomte, bien qu'il travaille également sur les plans du château de Versailles.
Son frère François Le Vau (1613-1676) est architecte de l'église Saint-Louis-en-l'Île à Paris.

## Biographie

### Origines
Louis Le Vau est issu d'un humble milieu social, son grand-père maternel étant maréchal-ferrant à Montagny-en-Vexin et son père Louis Le Vau étant tailleur de pierre à Paris jusqu'en 1634, où il devient entrepreneur et forme ses deux fils Louis et François. Auprès de grands entrepreneurs comme Michel Villedo, sur les chantiers, ainsi qu'à la lecture des traités techniques et d'architecture (Manière de bastir pour toutes sortes de personnes de Pierre Le Muet), Le Vau trouve la formation que sa famille ne peut lui offrir. Ainsi, Michel Villedo a un rôle important dans les premiers chantiers d'envergure de l'architecte Louis Le Vau avec l'hôtel de Guillaume de Bautru en 1634 et celui de François Petit en 1638, rue de Turenne. Il est probablement patronné par un protecteur comme Jean-Baptiste Lambert ou Louis Hesselin.

### Carrière
Il obtient la reconnaissance pour la construction d'hôtels particuliers dans l'Île Saint-Louis dans les années 1640 et 1650. Il devient célèbre en 1654 quand il devient le principal architecte de Louis XIV (Premier architecte du Roi). En 1656, Nicolas Fouquet lui commande la construction du Château de Vaux-le-Vicomte, dans lequel il vise le grandiose plutôt que le strict respect des canons de l'architecture classique. Après 1660, il travaille pour le roi : il complète le château de Vincennes en construisant les pavillons du Roi et de la Reine, l’hôpital de la Salpêtrière, retravaille la façade des Tuileries, reconstruit la Galerie d'Apollon au Louvre et y réalise quelques autres aménagements.
Peu avant la fin de sa vie, il fait quelques rénovations et agrandissements au château de Versailles, puis dessine le collège des Quatre-Nations.

## Principales réalisations

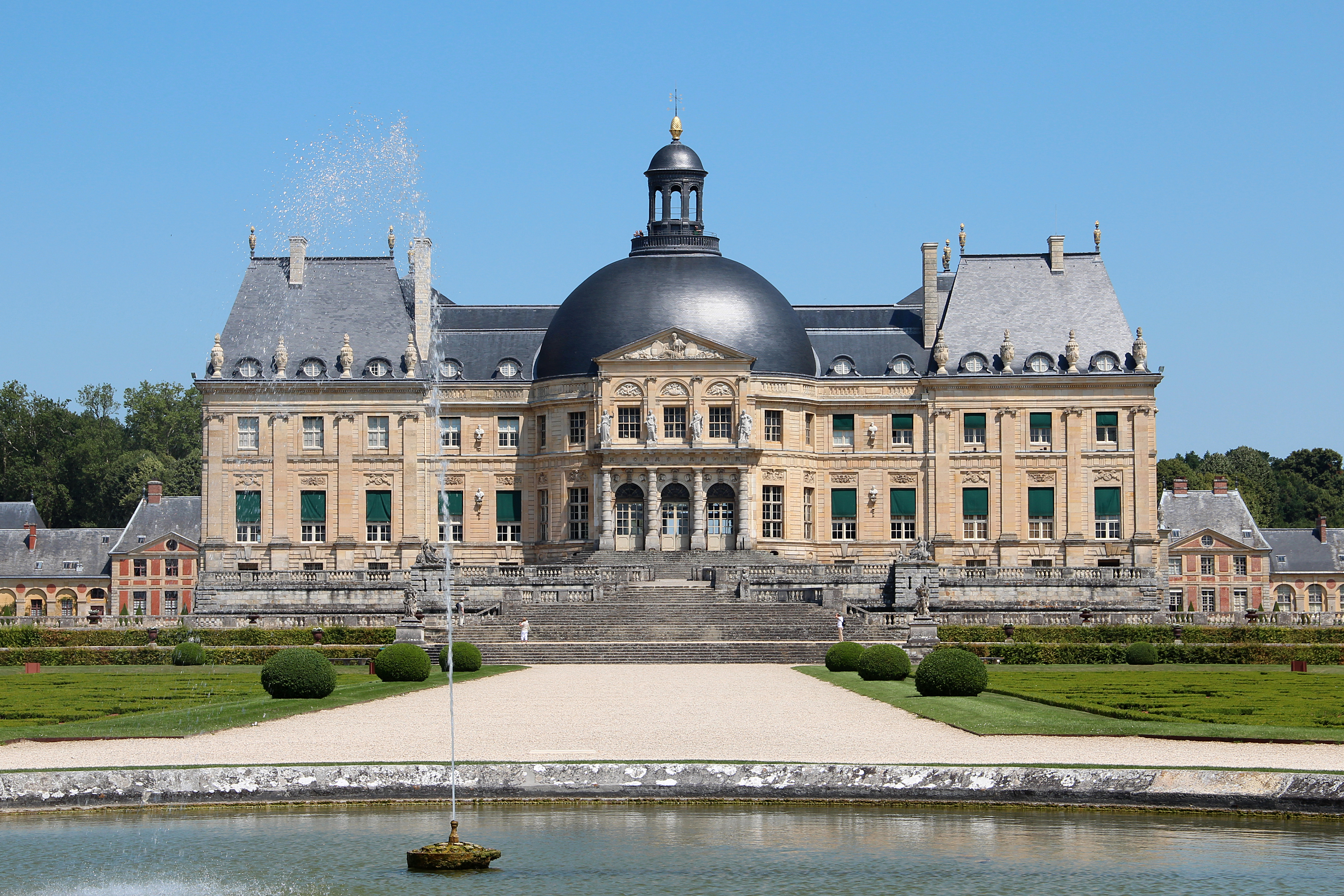
Château de Vaux-le-Vicomte

- L'hôtel Lambert (1642), l'hôtel Le Vau et l'hôtel de Gillier (1637-1639), situés quai d'Anjou, dans l'Île Saint-Louis à Paris.
- Le château de Vaux-le-Vicomte (1658-1661). L'architecte anglais Reginald Blomfield jugera le château peut-être un peu excessif, avec les jardins dessinés gauchement, car le Vau met l'accent sur la grandeur du château plutôt que le style classique. L'une des caractéristiques qui distinguent ce château, est le très grand salon qui a une vue des jardins. À Vaux-le-Vicomte, Le Vau collabore avec le peintre et décorateur Charles Le Brun et André Le Nôtre, qui dessine les jardins et le maître-maçon Michel Villedo[6].
- Rénovation du château de Vincennes dont il ne reste à l'époque que les huit tours et le donjon, à la demande du cardinal Mazarin (construction de l'aile de la Reine(-Mère) en 1658, puis de l'aile du Roi en 1661).
- Une partie du château de Versailles de 1661 jusqu'à sa mort en 1670[5] : il dessine les extensions du château donnant sur les jardins et donne à la cour du château plus de largeur en y ajoutant deux ailes[7]. En cela, le château de Versailles devient un standard grâce à sa splendeur magnifique[réf. nécessaire].

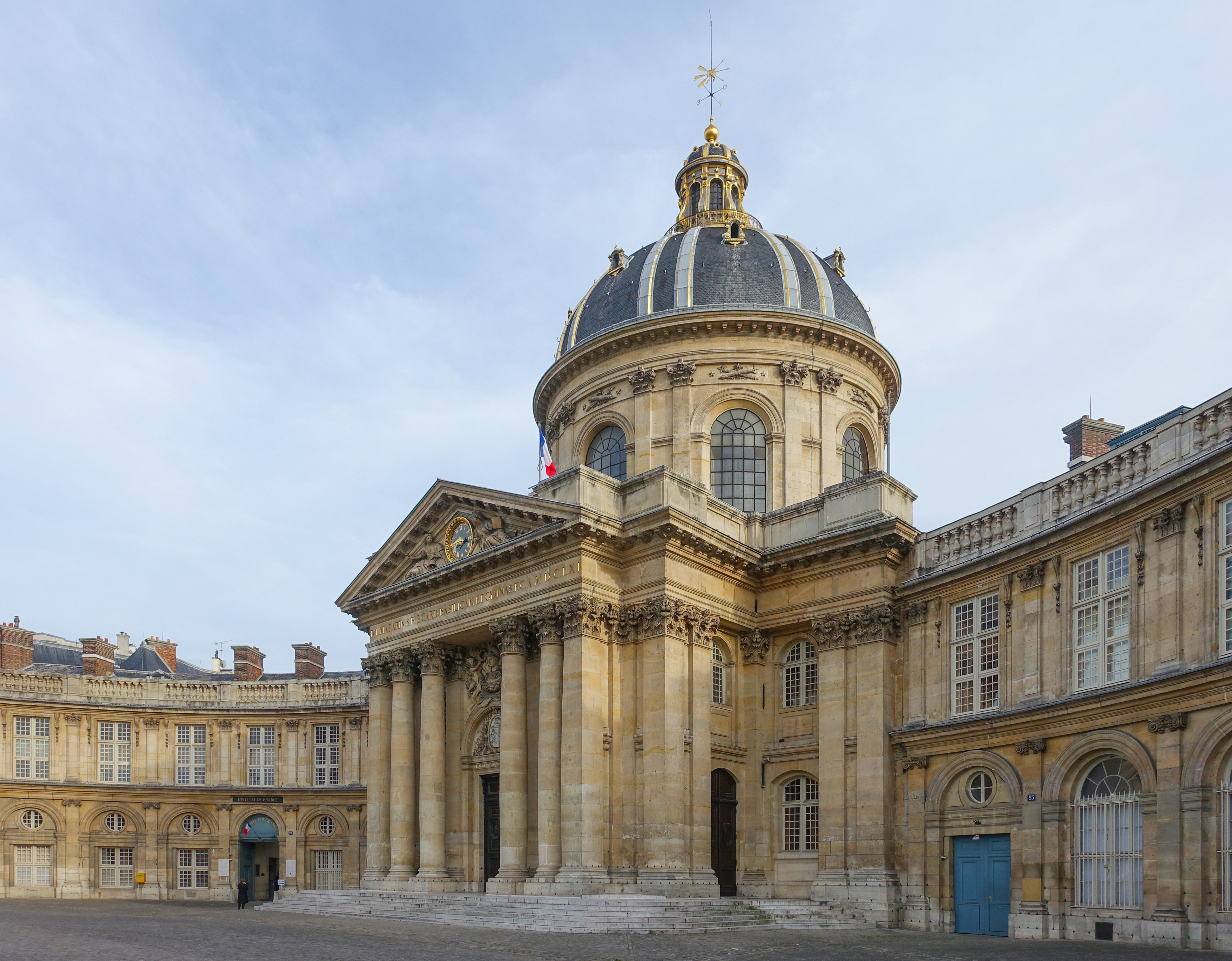
Collège des Quatre-Nations.

- Collège des Quatre-Nations.Le collège des Quatre-Nations de 1662 à 1688 (abritant aujourd'hui l'Institut de France). Cet édifice a une charge dramatique de par son caractère hybride des styles baroque et classique. Il est marqué de riches dessins reflétant l'imagination de Louis Le Vau, mais aussi l'influence de Bernini lors de sa visite à Paris en 1665. La construction commence après la mort de Mazarin, qui laisse beaucoup d’argent pour qu'elle soit menée à bien.
- Une partie de l'église Saint-Sulpice à Paris.
- Aménagement du Palais des Tuileries en 1664. Il est chargé par Louis XIV de mettre un peu d'unité dans l'ensemble des corps de bâtiments disparates le composant. Il supprime l'escalier du pavillon de Philibert Delorme et augmente l'édifice central d'un étage d'ordre composite surmonté d'un attique. Il garde la décoration du rez-de-chaussée et l'ordre corinthien du premier étage. Il remplace le dôme circulaire de Delorme par un autre de forme quadrangulaire. Il ferme l'ensemble par le pavillon de Flore et le pavillon de Marsan à chaque extrémité de la façade sur le jardin.
- Agrandissement du Louvre : on lui doit, pour ainsi dire, la moitié des façades de la cour carrée, soit le prolongement de l'aile méridionale de Pierre Lescot (côté Seine), la totalité de la façade orientale à l'exception de la colonnade extérieure dessinée par l'architecte et physicien Claude Perrault et le retour de la façade nord jusqu'au milieu du pavillon central.
- Restauration entre 1653 et 1657 des façades du château de Saint-Fargeau pour la cousine de Louis XIV Anne Marie Louise d'Orléans de Montpensier, cousine germaine de Louis XIV, fille de Gaston d'Orléans (frère de Louis XIII) surnommée la Grande Mademoiselle.
- Château de Villacerf (Aube), entre 1654 et 1662, pour Louis Hesselin, intendant des plaisirs du Roi.
- Château du Raincy, entre 1643 et 1650, pour Jacques Bordier, Intendant des finances du Roi Louis XIII.